# Potidea

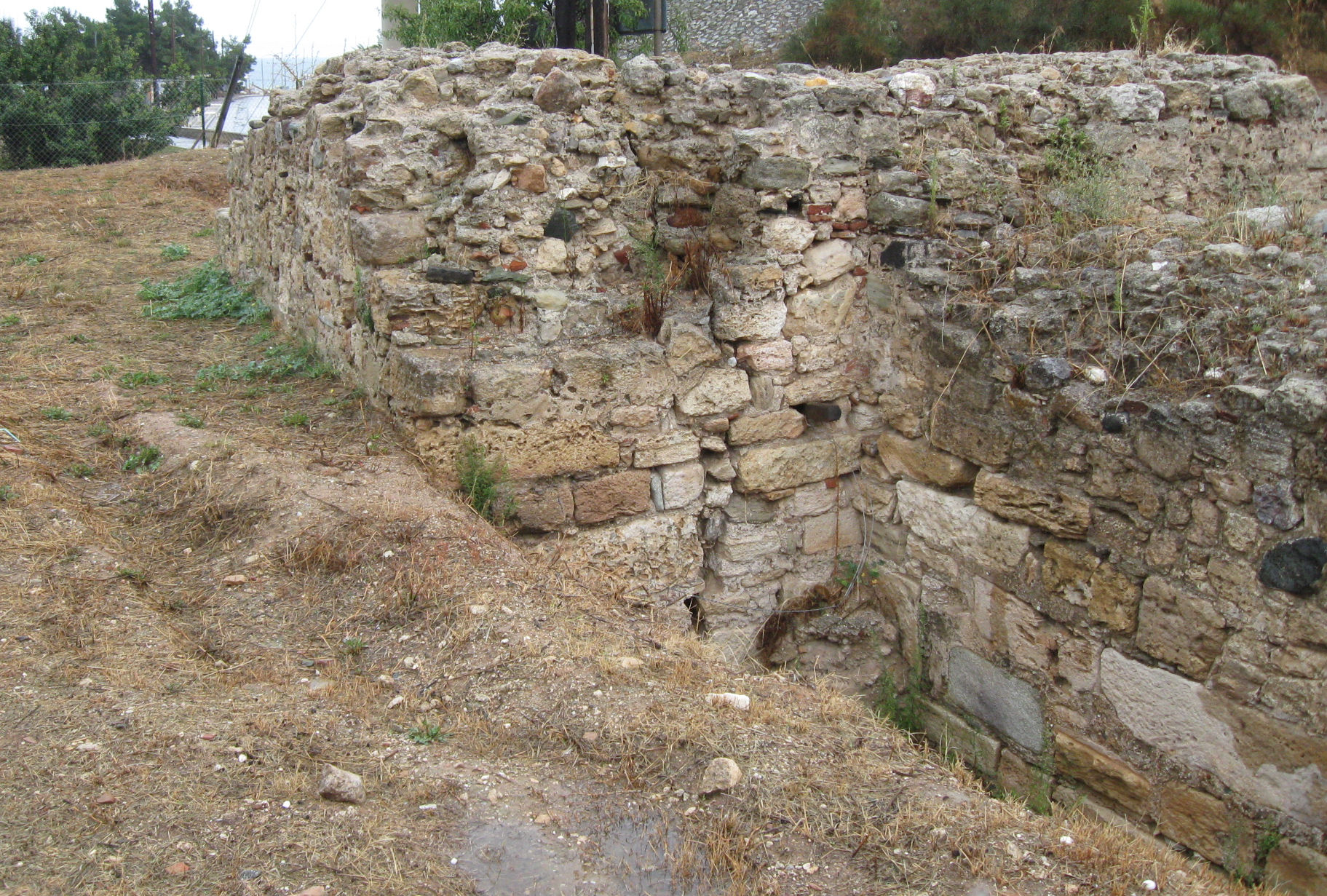
Muralla de la antigua Potidea.

Potidea (en griego Ποτείδαια o Ποτίδαια) fue una antigua ciudad griega fundada hacia el 625 a. C. por Evágoras, hijo de Periandro de Corinto en el istmo de Palene en la Calcídica.
El nombre oficial actual de la localidad es Nea Potidea, recuperando el nombre fundacional de la antigua ciudad, aunque es comúnmente conocida solo como Potidea. Hoy en día es un gran asentamiento costero que pertenece al municipio de Nea Propontida en la unidad periférica de Calcídica, en la periferia de Macedonia Central. Su población es de 1.559 habitantes, según el censo de 2011. Y se encuentra a 6 km al sur de Nea Moudaniá, en el punto más estrecho de la península de Casandra, antigua Palene. Los habitantes contemporáneos se dedican fundamentalmente al turismo y la pesca.
Nea Potidea está en el mismo antiguo emplazamiento y todavía hoy se pueden apreciar importantes restos de la ciudad antigua, sobre todo de la antigua muralla norte en la zona del canal.

## Historia
La ciudad fue fundada por colonos procedentes de Corinto. Tenía gran importancia estratégica y contaba con dos puertos: uno en el golfo de Torone y otro en el golfo Termaico. Disponía de una muralla al norte, para la defensa de posibles ataques desde la Calcídica, y otra al sur, que la protegía de posibles incursiones procedentes de la península.
Es citada por Heródoto como una de las ciudades —junto a Afitis, Neápolis, Ege, Terambo, Escíone, Mende y Sane— situadas en la península de Palene donde Jerjes reclutó tropas y naves en su expedición del año 480 a. C. contra Grecia. Al año siguiente los de Potidea se sublevaron contra los persas y fueron asediados por tropas dirigidas por Artabazo durante tres meses pero estos fracasaron en su intento de tomar la ciudad a causa de una violenta pleamar que provocó que muchos persas se ahogasen y facilitó que los de Potidea pudieran derrotar al resto. Poco después Potidea contribuyó con trescientos hoplitas al ejército griego en la batalla de Platea.
Antes del inicio de la guerra del Peloponeso, la ciudad era tributaria de Atenas y se sublevó contra esta en el año 432 a. C. En ayuda de Potidea acudieron tropas principalmente procedentes de Corinto dirigidas por Aristeo que combatieron contra los atenienses. Este conflicto se convirtió en una de las causas inmediatas del inicio de la guerra del Peloponeso. Tras un largo asedio (432-429 a. C.) la ciudad fue tomada por los atenienses, que a continuación enviaron clerucos para poblarla.
En los años 380 a. C. la ciudad estaba en manos de la Liga Calcídica dirigida por Olinto. Atenas la reconquistó en 363 a. C.
Algunos años más tarde fue tomada y destruida por Filipo II en el 356 a. C., su población fue reducida a la esclavitud y su territorio entregado a los olintios, que lo conservaron hasta que su propia ciudad fue conquistada en el 349 a. C. y sus habitantes corrieron la misma suerte.
Casandro reconstruyó la ciudad, a la que puso su nombre, Casandrea. Este reconstruyó Potidea con población de las ciudades vecinas, entre los que se encontraban algunos olintios supervivientes. Pronto se convirtió en una de las más importantes ciudades del Reino de Macedonia.
Poseidón, en corintio Potēidán era el epónimo de Potidea, y la efigie del dios aparecía en sus monedas. 
Existió durante todo el Imperio romano hasta que en el siglo V fue destruida hasta los cimientos por los hunos y fue abandonada hasta el olvido. 
Después de la dominación del Imperio Otomano y ya a principios del siglo XX se establecieron en el área los primeros nuevos habitantes como refugiados durante el intercambio de población de 1923 entre Grecia y Turquía.

## Monumentos y atracciones turísticas
Hoy Nea Potidea es un pueblo muy pequeño, pero cuenta con infraestructuras modernas. Está peatonalizada, tiene áreas para ciclistas, kioscos, puentes y una playa a dos kilómetros al este con un faro al borde del mar. En el lado oeste, aunque la orilla es escarpada, hay una escalera de pesca y el puerto deportivo está siembre lleno de embarcaciones pesqueras y de recreo. Hay numerosas tabernas locales que sirven buen pescado fresco de la zona con magníficas vistas a las murallas de la antigua ciudad y el canal de Casandra.
Los principales atractivos de Nea Potidea son el canal de Casandra, que conecta el golfo Termaico con el golfo Toroneo, facilitando la navegación, y las ruinas de la muralla norte de la antigua ciudad.
El pueblo cuenta con una escuela de preescolar y un colegio de primaria. Los templos principales son los de Agios Georgios (San Jorge), que también es el santo patrón de Potidea, la iglesia de Panagia Faneromeni, la iglesia de Agios Nikolaos (San Nicolás) y, a poca distancia del pueblo, la iglesia de Taxiarches (parte del santo Monasterio de Docheiario del Monte Athos).